# William Demant
William Demant é uma companhia Dinamarquesa especializada na fabricação de equipamentos auditivos fundada em 8 de junho de 1904 por Hans Demant, onde ele cria uma empresa de aparelhos auditivos para ajudar sua esposa que tinha deficiência auditiva, ele adquiriu um aparelho auditivo para ela depois de saber que a rainha dinamarquesa a estava usando um em sua coroação, após esse período ele ganhou um contrato com o fabricante americano General Acoustic Company e vende seu primeiro aparelho auditivo na cidade de Odense, na Dinamarca.
Em 1957, a família controladora da William Demant doaram todas as suas ações da companhia à Oticon Foundation que foi criada no mesmo, que é uma Fundação com objetivo central de assegurar que todos os lucros da companhia sejam investidos em pesquisa e desenvolvimento para ajudar pessoas com deficiência auditiva e hoje a Oticon Foundation é o principal acionista da William Demant Holding.

## Produtos
A William Demant é dividida em três marcas:
- Hearing Devices: Produz diversos tipos e modelos de aparelhos auditivos através das marcas:[4]
  - Bernafon[4]
  - Oticon[4]
  - Phonic Ear[4]
  - Sonic[4]
- Diagnostic Instruments: Atua na produção de equipamentos audiometria como audiômetros, timpanomêtros, instrumentos de emissão otoacústica através de seis marcas: 
  - Maico, Amplivox[4]
  - Grason-Stadler[4]
  - Interacoustics[4]
  - MedRx[4]
  - Micromedical[4]
- Hearing Implants: Fabrica implantes cocleares através da marca Oticon Medical.[4]
- Personal Communication: Atua na produção de fones de ouvidos[4] atráves da subsidiária Sennheiser Communications A/S, que é uma joint-venture criada entre em 1996 entre a William Demant e a companhia alemã especializada em equipamentos de áudio Sennheiser.[5]

A empresa possui mais de 70 subsidiárias pelo mundo e seus produtos estão presentes em mais de 130 países. é cotada na Bolsa de Valores de Copenhague desde 1995 e faz parte do índice OMX Copenhagen 20, o principal índice da Bolsa Dinamarquesa.